# Дім. Рідна земля
Дім. Рідна земля ― документальний автобіографічний фільм режисера Олександра Коваля. Стрічка показує епізод із життя автора у своєму рідному селі Жердова, а саме коли він вирішив збудувати власну хату.
Світ українського села завжди був однією з ключових тем для Олександра Коваля. «Дім. Рідна земля» – це його справжній фільм-заповіт, а разом з тим, лірична кіносповідь, знята у рідному селі Жердова на Київщині, де він народився, і де починав «свій шлях» в кіно як кіномеханік. Саме в цій роботі так легко розгледіти трагічний погляд Коваля на самого себе як на людину, що все життя змушена була себе приховувати.

## Сюжет
Паралельно з будівництвом розгортаються події буденного життя українського селянства кінця радянської епохи. Під час публічних та приватних обговорень люди аналізують пройдений шлях останніх 70ти років, згадуючи темні сторінки колективізації, Голодомору, сталінський репресій, тяжб війни та повоєнного облаштування села закінчуючи економічними негараздами їх сучасності. Дискусії піднімать питання приватної власности, зокрема ринку землі. Стрічка показує, що незважаючи на системну радянізацію українського суспільства, зокрема села, в ньому досі залишаються "куркулі", люди, які  бачать єдиним рішенням суспільно-економічного та ідейного краху радянської системи це відновлення саме приватної власності, що має створити зацікавленість у розбудові власного господарства і таким чином надати нового подиху життю суспільства — незалежній Україні.[неавторитетне джерело]
Фільм також містить епізоди сільської обрядовості, зокрема: весілля, інтерʼєр хат, проводи.